# Johann Hefentreger
Johann Hefentreger, auch „Johannes Trygophorus“ (* um 1497 in Fritzlar; † 3. Juni 1542 in Bad Wildungen) war ein lutherischer Theologe und Reformator der Grafschaft Waldeck.

## Herkunft und Ausbildung
Hefentreger war das älteste Kind des angesehenen Bäckermeisters und Ratsschöffen Henn Hefentreger († 1547) und dessen Ehefrau Elsbeth († 1555) in der kurmainzischen Stadt Fritzlar. Er besuchte die Lateinschulen in Fritzlar, Kassel, Mühlhausen/Thüringen, Erfurt, Korbach, Nordhausen und Marburg. 1516 wurde er an der Universität Erfurt immatrikuliert und erwarb dort im Herbst 1517 den Grad eines Baccalaureus Artium. Die gräzisierte Namensform „Trygophorus“ (von tryx = Hefe, phoros = Träger) und seine Bekanntschaft mit Adam Krafft und Justus Menius lassen auf Kontakte zum Erfurter Humanistenkreis um Eobanus Hessus schließen. Wo er sich zwischen 1517 und 1521 aufhielt, ist nicht bekannt. Möglicherweise war er in dieser Zeit Lehrer an der Lateinschule in Fritzlar, wahrscheinlicher ist jedoch, dass er in dieser Zeit bei einem oder mehreren Lehrpfarrern seine theologische Ausbildung erlangte.

## Übertritt zur Reformation
Er wurde 1521 zum Priester geweiht, wahrscheinlich in Erfurt durch den Mainzer Weihbischof Paulus Huthenne, und erhielt danach eine Stelle als Seelsorger und Beichtvater im Katharinenkloster der Augustinerinnen in seiner Vaterstadt. Die Lektüre der Lutherschen Schriften und wohl auch der Einfluss von zwei lutherisch gesinnten Geistlichen am Fritzlarer Petersstift, Johannes Baune und Johannes Huhn (Gallinarius), beide ebenfalls ehemalige Erfurter Studenten, machten ihn zum überzeugten Anhänger der Reformation. Er hielt evangelische Predigten und heiratete 1524 die ehemalige Nonne Elisabeth Sperbelitz aus dem Fritzlarer Katharinenkloster. Das erste Kind des Paares, Jonas, wurde am 25. Juni 1525 geboren und im Haus der Großeltern Hefentreger von Johannes Huhn getauft. Auf Betreiben einer Gruppe von Adeligen, Vätern und Brüdern von Nonnen des Katharinenklosters, wurde Hefentreger mit Frau und Kind aus der Stadt verwiesen. Am 13. August 1525 hielt er in der Kirche des benachbarten, landgräflich-hessischen Dorfs Geismar eine Abschiedspredigt für seine Fritzlarer Anhänger. (Im Jahre 1534 verließen auch seine Eltern auf Grund der religiösen Spannungen Fritzlar und zogen nach Wildungen. Der Vater starb dort 1547, die Mutter 1555.)

## Reformator in Waldeck
Bemühungen um eine Anstellung im hessischen Grünberg waren erfolglos, und bis zum Frühjahr 1526 war seine Zukunft ungewiss. Dann aber lud ihn Graf Philipp IV. von Waldeck-Wildungen (möglicherweise auf Vermittlung von Adam Krafft) zu einer Probepredigt ein, die er am 29. April 1526 in Altwildungen hielt. Daraufhin wurde er von beiden waldeckischen Grafen, Philipp III. von Waldeck-Eisenberg und Philipp IV. von Waldeck-Wildungen, zum Pfarrer der Stadt Waldeck berufen, wo er am 17. Juni 1526 seine Antrittspredigt hielt. Da Hefentreger niemanden automatisch als Glied des neuen kirchlichen Gemeinwesens ansah, sondern eine evangelische Gemeinde erst konstituieren wollte, begann er 1529 mit der Einrichtung einer evangelischen „Bekenntnis-Gemeinde“, deren Mitglied man nur durch einen förmlichen Bekenntnisakt werden konnte. Das von ihm dazu entworfene Bekenntnisformular knüpfte offenbar an die Homberger Kirchenordnung von 1526 an, die in der Landgrafschaft Hessen aufgrund der Kritik Luthers nicht eingeführt worden war. 
Im Oktober 1529 war Hefentreger als Beobachter beim Marburger Religionsgespräch zugegen.
1532 wurde er Pfarrer in Niederwildungen, wo er sofort die Neugestaltung des Kirchenwesens in Angriff nahm. Zur Neuordnung der wirtschaftlichen Verhältnisse der Kirche (Besoldung der Pfarrer und Lehrer, Armen- und Krankenfürsorge, Unterhalt der Gebäude) richtete er mit der Wildunger Kastenordnung von 1532, nach dem Vorbild der hessischen Kastenordnung von 1530, einen sog. „gemeinen Kasten“ ein. Beim Aufbau der neuen evangelischen Gemeinde galt sein Augenmerk den reformatorischen Schwerpunkten Gottesdienst und katechetische Unterweisung. 
Schon 1533 übernahm er als Visitator und Superintendent für den südlichen Teil der Grafschaft Waldeck auch kirchenleitende Aufgaben, die er zur Festigung der Reformation nutzte. Mit dem Regierungsantritt des Grafen Wolrad II. im nördlichen (Eisenberger) Landesteil im Jahre 1539 wuchs sein Einfluss auf die gesamte Grafschaft. In Zusammenarbeit mit den anderen Superintendenten stellte er 1539 mit den „18 Wildunger Artikeln“ allgemein verpflichtende Grundsätze kirchlicher Lehre und Ordnung und Leitlinien für die Visitationen auf. Er stellte ein Antiphonar und eine Kirchenliedersammlung zusammen, entwarf neue agendarische Formulare für Taufe, Trauung, Segnung von Wöchnerinnen, Krankenabendmahl und Krankentröstung, formulierte eine Anzahl liturgischer Gebete, erstellte eine neue Ordnung für den Katechismusunterricht, und stellte aus verschiedenen Vorlagen einen eigenen Katechismus zusammen, der allerdings nur in Teilen überliefert ist. Obwohl nunmehr auch zum Visitator des nördlichen Landesteils bestellt, gab er diesen Auftrag schon bald wegen der „Unfähigkeit etlicher Pfarrer“ wieder zurück.

## Tod und Nachwirkung
Schon 1540 verschlechterte sich sein Gesundheitszustand so weit, dass er sich schrittweise von der Ausübung seiner Ämter zurückziehen musste. Er starb 1542 im Alter von 45 Jahren und wurde in der Wildunger Stadtkirche beigesetzt.
Ein Briefwechsel des Grafen Wolrad II. mit Philipp Melanchthon im Jahre 1544 über die Drucklegung von Hefentregers Schriften blieb ergebnislos, so dass seine Werke ungedruckt blieben. Dennoch waren sie von großem Einfluss in der sich formierenden Landeskirche von Waldeck, und die Waldeckische Kirchenordnung von 1556 beruhte auf vielen seiner Vorarbeiten.
Nach seinem frühzeitigen Tode schrieb sein Sohn seine Lebensgeschichte.